# Erik Hagberg (skogsvetare)

För andra personer med samma namn, se Erik Hagberg.  
Adolf Erik Hagberg, född 14 november 1905 i Hedvig Eleonora församling, död 13 juni 1984 i Torsvi församling, var en svensk skogsvetenskaplig forskare.
Hagberg studerade vid Skogshögskolan och blev civiljägmästare 1928. Han var professor vid Statens skogsforskningsinstitut och föreståndare för dess avdelning för skogstaxering 1949–1960, och professor i skogsekonomi vid Skogshögskolan från 1960. Han var tillförordnad chef för Statens skogsforskningsinstitut 1957–1962 och rektor för Skogshögskolan från 1962.
Hagberg blev ledamot av Kungliga Skogs- och Lantbruksakademien 1954, och var akademiens vice preses 1960–1963. Han blev skoglig hedersdoktor 1966. Erik Hagberg är begravd på Torsvi kyrkogård.